# Кастильо, Рамон
Рамо́н Анто́нио Касти́льо Баррионуэ́во (исп. Ramón Antonio Castillo Barrionuevo; 20 ноября 1873, Анкасти, Катамарка, Аргентина — 12 октября 1944, Буэнос-Айрес) — аргентинский адвокат, судья и политик. Занимал должности вице-президента Аргентины в 1938—1942 годах и президента после смерти Роберто Ортиса и до военного переворота 1943 года. Президентом де-факто являлся с 1940 года, в связи с болезнью Ортиса.

## Правление
Период его правления отличался усилением консерватизма. Во Второй мировой войне Кастильо вёл прагматичную выжидательную политику, хотя фактически придерживался пробританской позиции. Его министры — П. Рамирес и Э. Руис-Гиньясу, выражали полную уверенность в победе стран Оси. Несмотря на запрет фашистских партий (последней был Национальный фашистский союз), в стране процветал национализм. Во внешней политике Аргентина вновь заявила о своих правах на Фолклендские острова, на международной арене решительно высказывалась за нейтралитет латиноамериканских стран в войне, что не соответствовало планам США и привело к обострению американо-аргентинских отношений. После Пёрл-Харбора Кастильо ввёл в стране осадное положение, сохранявшееся до конца войны.
Способствовал национализации порта Росарио, численному увеличению торгового флота путём скупки судов иностранных государств, стоявших в портах страны. Основал компании Altos Hornos Zapla и DGFM.
Его правление совпало с концом периода, известным в истории Аргентины как «Бесславное десятилетие». Несмотря на нейтралитет, Буэнос-Айрес сильно зависел от Британии. Усиление цензуры, забастовки и профашистски настроенные военные заставили Кастильо объявить дату новых президентских выборов. Кастильо планировал выдвинуть на президентских выборах своего ставленника — промышленника и англофила Робустиано Патрон Костаса. Недовольство националистически настроенных офицеров армии, привело к формированию «Группы объединённых офицеров» (ГОУ), одним из участников которой был малоизвестный тогда полковник Перон. 4 июня 1943 года ГОУ совершила переворот — войска из Кампо-де-Майо вступили в столицу и без особого труда заняли правительственные здания. Кастильо бежал из Буэнос-Айреса на тральщике «Драммонд» типа «Бушар».
Историк британских спецслужб Е. Х. Кукридж утверждал в своей книге, что читал доклады Государственного департамента США о перехваченных сообщениях Кастильо в адрес Гитлера с просьбой прислать оружие и самолёты для вступления Аргентины в войну против США и Великобритании.
Выйдя на пенсию, жил вне всякой политической деятельности. 12 октября 1944 года умер в своей резиденции в Буэнос-Айресе.